# Łucznictwo na Letnich Igrzyskach Olimpijskich 1904 – Double Columbia Round kobiet
Double Columbia Round kobiet – jedna z konkurencji łuczniczych na Letnich Igrzyskach Olimpijskich 1904 w Saint Louis, odbyła się 19 września 1904. Uczestniczyło 6 zawodniczek ze Stanów Zjednoczonych.
W Columbia rundzie podwójnej zawodniczki oddały po 12 strzałów z dystansu 50, 40 i 30 jardów. Łączna liczba strzałów w rundzie podwójnej wynosiła 72.

## Wyniki
Wynik bazuje na punktach. Jeden punkt otrzymywała zawodniczka, która zdobyła najwięcej punktów w każdym dystansie, jak również za najlepsze trafienie w cel. Dwa punkty otrzymywała zawodniczka, która miała najwyższą punktację łączną oraz za najwięcej celnych trafień. Maksymalna liczba punktów do zdobycia wynosiła 10.
| Miejsce | Zawodniczka    | Punkty | Wynik |
| ------- | -------------- | ------ | ----- |
| 1       | Matilda Howell | 9.5    | 867   |
| 2       | Emma Cooke     | 0.5    | 630   |
| 3       | Eliza Pollock  | 0      | 630   |
| 4       | Emily Woodruff | 0      | 547   |
| 5       | Mabel Taylor   | 0      | 243   |
| 6       | Leonie Taylor  | 0      | 229   |